# باشگاه فوتبال سوئیندون تاون
باشگاه فوتبال سوئیندون تاون (به انگلیسی: Swindon Town Football Club) یک باشگاه فوتبال در شهر سوئیندون، کشور انگلستان است که در سال ۱۸۷۹ میلادی تأسیس شده‌است.